# 常隆三嵕庙
常隆三嵕庙，位于山西省长治市襄垣县侯堡镇常隆村，是一组古建筑，建于元、清。
2016年6月6日，常隆三嵕庙公布为第五批山西省文物保护单位，编号5-77。